# Hamish Harding
George Hamish Livingston Harding, född 24 juni 1964 i London i Storbritannien, död 18 juni 2023 i Nordatlanten, var en brittisk affärsman, pilot och äventyrare, som var grundare av och ordförande i företaget Action Aviation, baserat i Förenade arabemiraten som köper och säljer luftfarkoster. Han var en av fem personer som omkom när undervattensfarkosten Titan tillhörande företaget Oceangate imploderade under en färd ner till Titanics vrak sommaren 2023.

## Biografi
Hamish Harding föddes i Hammersmith i västra London, han bode under sin tidiga  barndom i Honkong. Vid 13 års ålder anslöt han sig till Air Training Corps, som är en ungdomsorganisation sponsrad av Royal Air Force där han fick flyga med Chipmunkflygplan. 1985 tog han sitt flygcertifikat under tiden som han studerade vid Pembroke College i Cambridge. Han har även avlagt en examen inom naturvetenskap vid Cambridge University.

## Familj
Harding bode i Dubai med sin fru Linda Harding, paret hade två biologiska söner samt två styvbarn ihop.

## Rymdfärd
Den 4 juni 2022 flög han med Blue Origins New Shepard under en flygning kallad Blue Origin NS-21.

## Död
Harding var med ombord när undervattensfarkosten Titan under en nedstigning till Titanic den 18 juni 2023, då Titan tappade kontakten med moderfartyget MV Polar Prince efter 1 timme 45 minuter. Ett stort sök- och räddningspådrag påbörjades, då beräknade man att det fanns runt 93 timmar luft kvar. På torsdagsmorgen den 22 juni 2023 meddelande den amerikanska kustbevakningen att man kunde bekräfta att man hade hittat vrakdelar från Titan och det befarades att samtliga ombord hade omkommit. Utredningen visade på att Titan hade imploderat.